# Jimmy Garrison
James Emory "Jimmy" Garrison (3. marts 1939 i Florida, USA – 7. april 1976) var en amerikansk jazzbassist.
Garrison var John Coltranes bassist i årene 1961-1967. Han skabte sammen med Elvin Jones en helt ny måde at spille i rytmegruppe på, og han var en af de første som begyndte at spille modalt på kontrabassen. 
Han har ligeledes spillet med Ornette Coleman, Benny Golson, Jackie McLean, Lee Konitz, Archie Shepp, Philly Joe Jones, Kenny Dorham, Lennie Tristano og Elvin Jones. 